# Урарту
Урарту, Біайнілі, Наірі (вірм. Ուրարտու, Բիայնիլի, Նաիրի) — стародавня держава в південно-західній Азії, розташована на території сучасних Вірменії, східної Туреччини і північно-західного Ірану. Існування Урарту, як союзу племен, документально підтверджене з XIII, як держави з VIII ст. до н. е..
В першій чверті I тис. до н. е. Урарту займало панівне становище серед держав Передньої Азії. Урарту припинило існування в VI столітті до н. е.. Держава Урарту залишила великий вплив на культури і держави Південного Кавказу й Вірменського нагір'я, включаючи Вірменію, яку вважають «культурною спадкоємицею» Урарту.

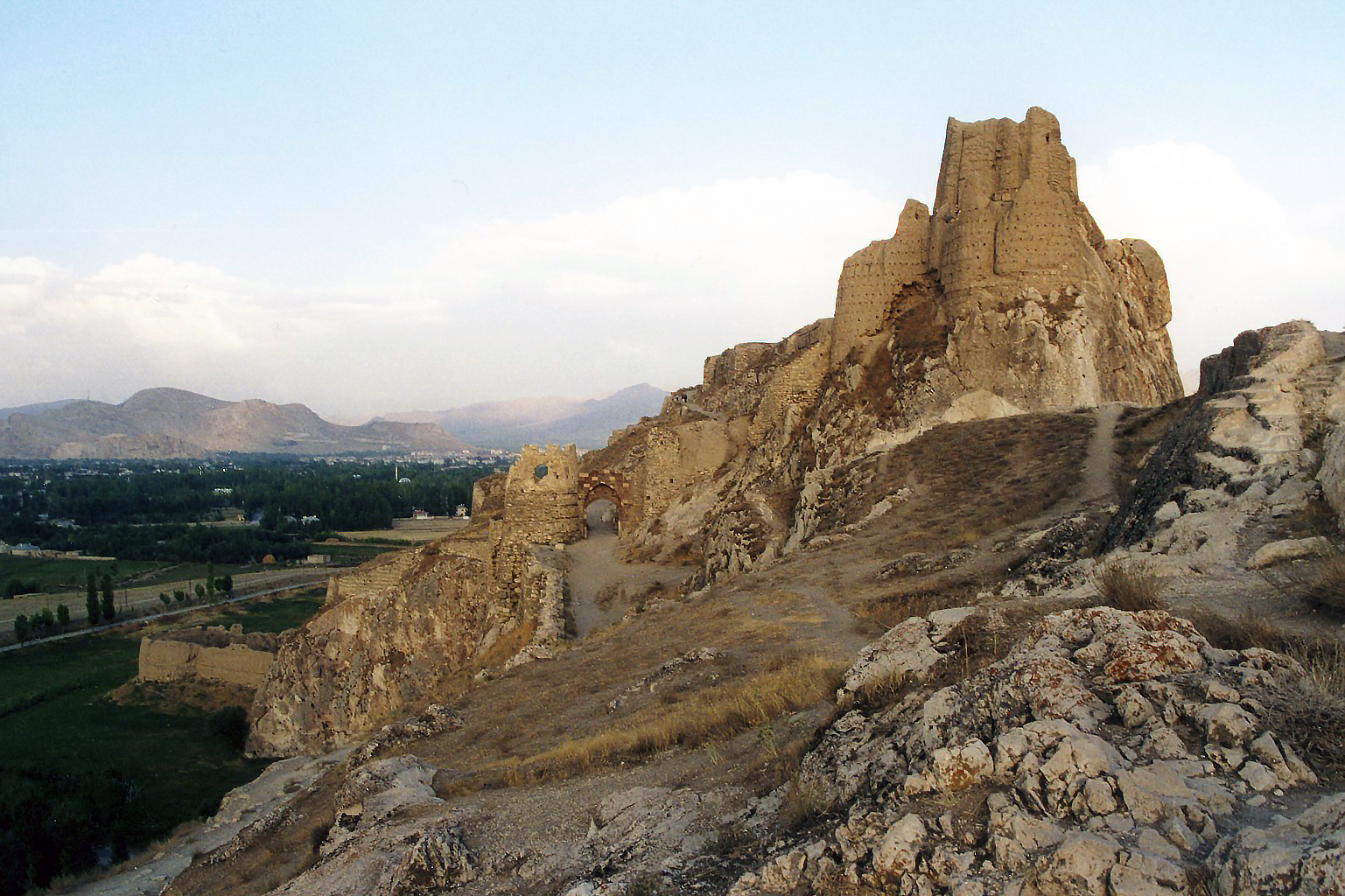
Цитадель урартських царів на Ванській скелі в Тушпі, столиці Урарту

## Історія вивчення

### Відкриття
Сучасна історична наука відкрила для себе Урарту на початку XIX століття. Учені звернули увагу на оповідання середньовічного вірменського історика Мойсея Хоренського про участь цариці Ассирії Шамірам (Семіраміди) в спорудженні міста на березі озера Ван. У 1827 році Французьке азійське товариство направило в район Вана першого дослідника — молодого ученого Шульца. У 1829 році він був убитий курдами, проте матеріали його робіт до 1840 року потрапили до Франції і були опубліковані. Шульц замалював виявлені ним клиноподібні написи, які виявилися неправильними. Прорив у вивченні урартської мови відбувся лише на початку XX століття, коли вдалося ефективно співвіднести її одночасно з декількома кавказькими мовами. Великий внесок до розробки граматики урартської мови внесли Н. Я. Марр, І. І. Мещанінов, Б. Б. Піотровський, Іоганнес Фрідріх, Г. А. Меликішвілі і І. М. Дьяконів. Зусиллями цих учених був опублікований повний корпус знайдених написів урартською мовою, переклади цих написів, а також встановлений зв'язок урартської мови з хурритською. Згідно з сучасною гіпотезою З. А. Старостіна, урартська і хурритська мови споріднені з нахсько-дагестанськими мовами. Дана гіпотеза, загальноприйнята в сучасній лінгвістиці, проте береться під сумнів деякими ученими Вірменії в рамках ревізіоністських концепцій історії Урарту.

### Археологічні дослідження
Археологічне вивчення Урарту спочатку проходило в околицях озера Ван. У 1879 році там проводила розкопки експедиція Британського музею, в 1898—1899 роках німецька експедиція, а з 1911 по 1916 роки, коли значна частина території Урарту знаходилася під контролем Росії, серію розкопок здійснювала Російська археологічна експедиція під керівництвом академіків І. А. Орбелі і Н. Я. Марра. Розкопки в цьому регіоні частково ускладнені у зв'язку з політичною нестабільністю, що продовжується, в зоні центрального Урарту (боротьба курдів Туреччини за незалежність). Деякі урартські пам'ятники (наприклад, Топрах-Калі) використовуються регулярною армією Туреччини як опорні пункти. Активніше (а також з використанням сучасних методів) йшли дослідження на північно-східній околиці Урарту в сучасній Вірменії поблизу Єревану і Армавіра, де з 1939 року йшли систематичні археологічні розкопки.

#### Писемні джерела
Сучасна наука має в своєму розпорядженні обмежені відомості про державу Урарту, тому в історії Урарту залишається багато невирішених питань і малообґрунтованих припущень. Це, головним чином, пов'язано з недостатнім об'ємом археологічних робіт. З письмових джерел ученим відомі:
- згадки Ассирією Урарту в період з XIII по VIII століття до н. е. Джерела Ассирії є основою більшої частини історичних даних про Урарту, а також основою хронології Урарту. Завдяки встановленому взаємозв'язку між Ассирією і урартськими правителями, учені дістали можливість встановити дати правління урартських царів і зіставити різні історичні події в Урарту. Див. також: Список правителів Урарту;
- вавилонські хроніки VII століття до н. е., що відносяться, головним чином, до занепаду Урарту;
- короткі згадки в хеттських ієрогліфічних текстах;
- урартські написи, виконані, головним чином, клинописом, запозиченим у ассирійців.

Багато з цих джерел містять лише короткі згадки про Урарту, а також часто мають вузьку господарську або культову спрямованість.

#### Пам'ятники матеріальної культури
Окрім письмових джерел збереглися урартські пам'ятники і предмети мистецтва, багато з яких досі маловивчені. Не зважаючи на те, що Урарту займало велику територію, організовані археологічні розкопки проводилися лише в двох місцях: в центрі стародавнього царства, на місці колишньої фортеці-столиці Урарту міста Ван (на Ванськой скелі і в Топрах-Калі) і поблизу міста Єреван (фортеця Тейшебаїні на горбі Кармір-Блур і фортеця Еребуні на горбі Арін-Берд). Результати деяких археологічних експедицій кінця XIX століття були опубліковані лише в кінці XX століття. Окрім цього, поширені випадки, коли дослідники приймали урартські зразки мистецтва за ассирійські і навпаки. До власне урартського мистецтва впевнено можна віднести лише знахідки пізнього періоду Урарту.
Виявлені пам'ятники урартської писемності і мистецтва в основному зосереджені в Британському музеї, Ермітажі і в історичних музеях Вірменії та Грузії.
| |  |
| Ліворуч — напис на фундаменті храму у фортеці Еребуні на пагорбі Арін-Берд біля Єревана. (Напис виконаний урартською мовою клинописом, запозиченим у ассирійців. Текст приписує побудову храму царю Аргішті I.) Праворуч — фрагмент бронзового Шолома епохи Сардурі II, на якому зображений популярний у давнину мотив «Дерева життя». (Шолом виявлено при розкопках фортеці Тейшебаїні на пагорбі Кармір-Блур.) |  |

## Географія і топоніміка

### Розташування Урарту

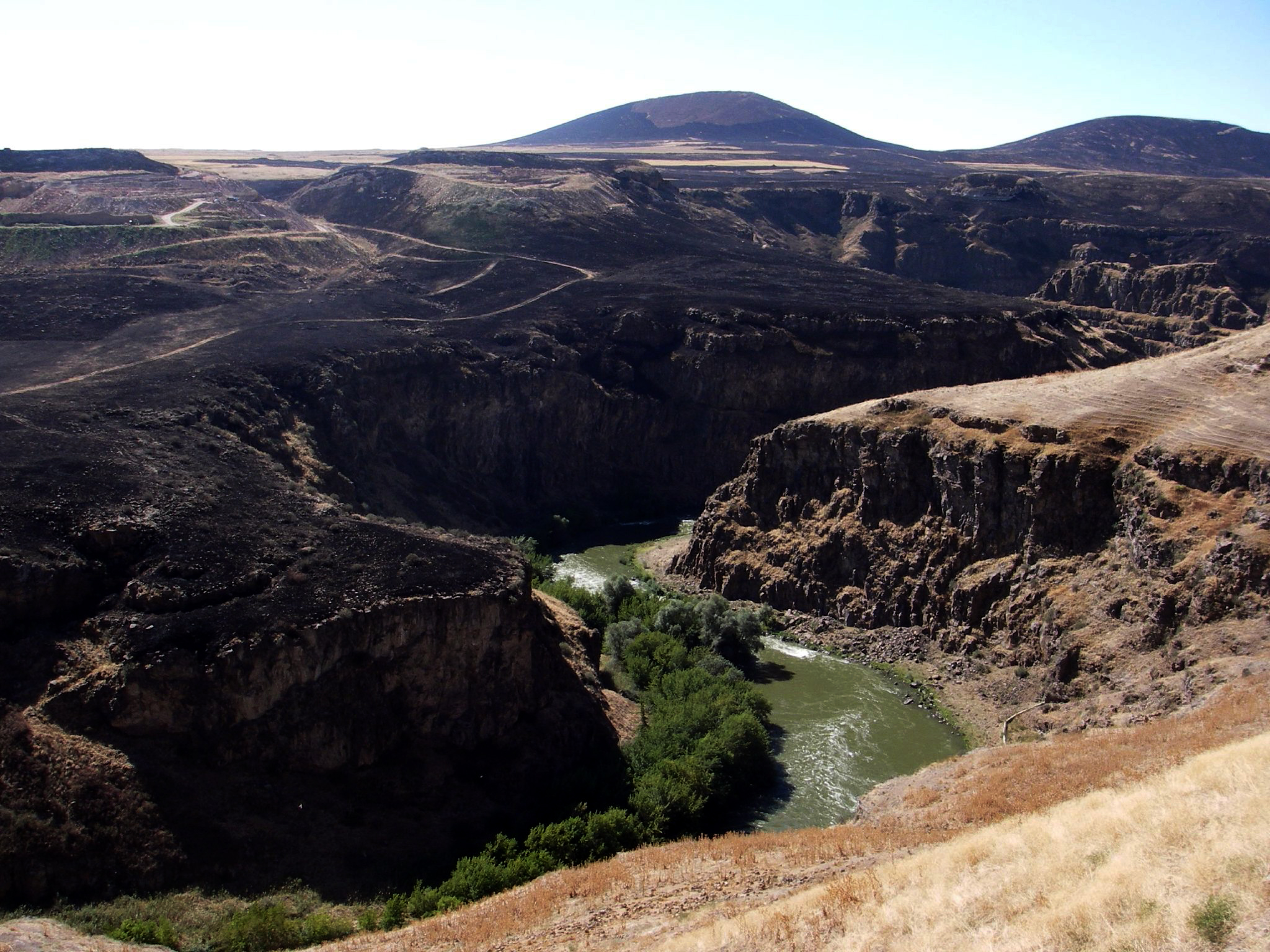
Вірменське нагір'я

Урарту розташовувалося на Вірменському нагір'ї — гірському масиві Передньої Азії, що має висоту 1500—1800 м над рівнем моря. Рельєф Вірменського нагір'я відрізняється великою різноманітністю, за що територія, а також надалі країна Вірменія, отримали назву «Країна контрастів». На Вірменському нагір'ї поєднуються високі гірські хребти, один з яких включає найбільшу вершину Передньої Азії — гору Арарат, і долини з м'яким кліматом і родючим ґрунтом. Тут же беруть початок чотири найбільші річки Передньої Азії: Тигр, Євфрат, Мурат і Аракс. На Вірменському нагір'ї розташовано три озера, які також сильно відрізняються один від одного:
- озеро Ван. Знаходиться на висоті 1720 м над рівнем моря, рівень води в озері циклічно міняється, вода солона, непридатна для пиття, але в озері водиться один вид риби.
- озеро Урмія. Знаходиться на висоті 1250 м над рівнем моря, вода надзвичайно солона, але низовинне узбережжя озера сприятливе для землеробства.
- озеро Севан. Знаходиться на висоті 1915 м над рівнем моря, вода прісна, озеро багате рибою.

### Природні умови
Клімат Вірменського нагір'я, де розташовувалося Урарту, відрізняється великою різноманітністю. Тут є і альпійські високогірні луги (2700—2950 м над рівнем моря), і пустелі, і ліси, і родючі рівнини. Клімат, головним чином континентальний. Особливо суворі кліматичні умови на північно-західній частині нагір'я, на Ерзурумському плато (1800 м над рівнем моря). Тут зима триває до 7 місяців, морози доходять до −40 °C, проте все ще зберігається можливість для розвитку землеробства. Низовинні райони Вірменського нагір'я бідні опадами, на них землеробство розвивається тільки за допомогою штучного зрошування. Південно-східна частина нагір'я має м'який середземноморський клімат.
Хоча в наш час лісів на Вірменському нагір'ї небагато, в давнину місцевість була багата лісовими масивами, що частково збереглися лише на Понтійських і Курдських (Курдистанських) горах.
Вірменське нагір'я багате корисними копалини, які були особливо цінні в давнину: тут є родовища заліза, міді, свинцю і олова.

### Назва держави Урарту
1. Урарту. Ассирійські джерела ХІІІ-ХІ століть до нашої ери згадують племена Уруатрі чи Уратрі (U-rat-ri) у верхів'ї Великого Забу на південний-схід від озера Ван. Є припущення, що ця назва означає «висока країна». Пізніше назву Урарту Ассирійці використовували на позначення держави Біайнілі, головні землі якого частково покривалися з територіями старого племінного союзу. Чому ассирійці використали стару назву, точно не відомо. Назва Урарту використовувалася в Ассирії з IX століття до н. е. до кінця існування Ассирії.
2. Біайні (Біайнілі). Місцева назва з неясною етимологією. Багато дослідників вважає, що це самоназва Урарту — така найпоширеніша версія. Проте є думка, що це назва лише внутрішньої (центральної) області Урарту
3. Ванське царство. Сучасна назва Урарту, використовувана деякими дослідниками, пов'язана з тим, що столиця держави знаходилося на березі озера Ван. У радянській літературі відповідно до марксистських теорій розвитку суспільства проводилася чітка відмінність між «союзом племен» на території Ванського царства (до XI століття до н. е.) і власне Ванським царством (з XI століття до н. е.). Існує також припущення, що слово «Ван» етимологічно пов'язане з «Біайнілі».
4. країна Наїрі. Наїрі — ранньоассирійська назва «Групи племен» на території Урарту. Ця назва зустрічається в XIII—XI століттях до н. е., причому озеро Ван зберегло свою стару назву «Море країни Наїрі» (tâmtu ša mât Nairi) і в пізньоассирійських текстах. Деякі дослідники вважали ассирійське слово «Наїрі» назвою народу хурритів, що дає ясну версію походження народів Урарту. Ця точка зору підкріплюється дослідженнями про зв'язок мови Урарту з хурритською мовою.
5. Арарат. Масоретська вокалізація арамейської назви території, яку займало Урарту. Вокалізація зустрічається в біблейських текстах і збереглася в сучасній топонімії.
6. Халдія. Деякі історики XIX століття ототожнювали пізніше Урарту із згадуваним у античних істориків країною халдаїв (грец. καλδαῑοι) на підставі фонетичного зіставлення з ім'ям верховного божества урартів, богом Халді. Проте подальші лінгвістичні та історичні дослідження, а також середньовічні вірменські джерела вказують на вірогідну помилковість такого зіставлення.
7. Аратта — стародавня гірська країна, що згадується ще в 3 тисячолітті до н. е. в шумерських текстах. Ототожнення Аратти з Урарту є малопоширеною в сучасній науці теорією, зроблене декількома дослідниками на фонетичній основі, а також частково аргументоване англійським вченим Девідом Ролом. Якщо таке ототожнення виявиться справедливим, то історію Урарту слід поглибити на 1500 років до III тисячоліття до н. е. Проте ніяких археологічних або надійних письмових джерел, що пов'язують Урарту з Аратою, не виявлено, і більшість учених вважає, що Аратта розташовувалася в горах центрального або південно-західного Ірану і ніяк не пов'язана з Наїри/Урарту.

## Історія

### Походження племен Наїрі/Урарту
Існує декілька суперечливих теорій походження племен Наїрі.
- Хурритська. Хурритська теорія — теорія, що не полягає у масштабній міграції «племен Наїрі» з інших місць. Згідно з цією теорією слово «Наїрі» є транскрипцією ассирійського слова хуррити, і, таким чином, «племена наїрі» — автохтонне населення Передньої Азії. Ця точка зору підкріплюється науковими роботами середини ХХ століття, що аргументують зв'язок мови Урарту з хурритською мовою.
- Західна. Західна теорія має на увазі міграцію населення Урарту із заходу — з території Греції, а також зв'язок урартів з мінойською цивілізацією, греками і етрусками. «Західна теорія» виникла на початку ХХ століття, коли граматика урартської мови ще не була вивчена, і на підставі того, що вірменська мова відноситься до індоєвропейських мов, передбачалося, що урартська мова також індоєвропейська. В середині ХХ століття, коли був встановлений зв'язок між урартською і хурритською мовами, «Західна теорія» відійшла на другий план, проте незабаром було висловлено припущення, що урартські написи робилися лише на офіційній мові правлячої верхівки, а рядові урарти могли розмовляти на одній з індоєвропейських мов, близьких до сучасної вірменської. Певний варіант «західної теорії» допускає теорія Іванова — Гамкрелідзе про міграції індоєвропейських народів.

1. Хеттська. — різновид західної теорії, яка на підставі великого числа хеттських запозичень в урартській мові, припускає виділення «племен Наїрі» з хеттів.
2. Вірменська. У 30-ті роки ХХ століття була висунута теорія про розселення урартів з території сучасної Вірменії. Теорія є маргінальною, оскільки її ключовий фонетичний постулат базувався на ранній помилковій транскрипції назви фортеці Урахінаш: у 30-і роки цю назву неправильно читали як «Урартінаш».
3. Араттська. Якщо узяти за основу припущення Девіда Рола про зв'язок Аратти і Урарту, то «племена Наїрі» повинні були прибути в район Вана з території центрального Ірану.

### Утворення Урарту (XIII— кінець IX ст. до н.е.)
Найдавніша відома згадка про Урарту зустрічається в написах царя Ассирії Салманасара I (Шульману-Ашареду I, роки правління 1280—1261 рр. до н. е.). З текстів можна зробити висновок, що «царі Урарту» в цей період знаходилися в тривалому військовому протистоянні з Ассирією, причому організовані військові кампанії ассирійців регулярно приносили їм успіхи у війнах з урартами. Сильніші в той період війська Ассирії, як правило, переслідували грабіжницькі цілі, головною метою набігів на Урарту було захоплення цінностей і худоби.
Один з військових походів ассирійців описаний від імені Салманасара I так:
| На початку мого первосвященства обурилися проти мене країни Уруатри. До Ашуру і великих богів, моїх владик, підняв я руки, влаштував збір моїх військ. До скель їх гір могутніх я піднявся; країни Хімме, Уаткун, Баргун, Салуа, Халіла, Луха, Ніліпахрі і Зінгун, вісім країн з їх воїнством підкорив я. П'ятдесят одне поселення я зруйнував, спалив, відвів їх полонених і майно. Всі країни Уруатрі схилив я в три дні до ніг Ашура, мого владики. Їх дітей я вибрав, узяв собі для служіння <.> важку подать гір я навіки поклав на них. |
Деякі ассирійські тексти називають урартів словом «наїрі», яке, можливо, було назвою народу, що населяв Урарту. Перерахування декількох «країн Уруатрі» у поєднанні із згадкою численних «царів Уруатрі» і «царів Наїрі» свідчить, на думку дослідників, про те, що в цей період Урарту ще не було єдиною державою, а було союзом споріднених племен. Також вважається, що саме систематичні набіги ассирійців, врешті-решт, призвели до об'єднання «племен Наїрі» в єдину і сильну державу.
Останні успішні походи ассирійців проти Урарту в IX столітті до н. е. відбулися на чолі з Салманасаром III (Шульману-Ашареду III). У 858—856 роках до н. е. під час правління урартського правителя Арамі, Салманасар III зруйнував міста Сугунію і Арзашку і успішно просувався вглиб Урарту, а в подальші роки (834—830 рр. до н. е.) ассирійці могли успішно воювати лише на південних ділянках Урарту, не доходячи до озера Ван.
|                                                                                                  |
| Напис на барельєфі: «Зображення моє у моря країни Наїрі я поставив, жертви богам моїм я приніс». |

З часу правління царя Ассирії Салманасара III Ассирія і урартські джерела свідчать про централізацію влади в Урарту і виникнення урартської царської династії. Першим правителем всього Урарту, згаданий в знайдених записах, був Арама (період правління бл. 859—844 рр. до н. е.), проте основна династія Урарту була, мабуть, заснована представником іншого роду або племені Сардурі I (сином Лутіпрі), який став царем об'єднаного Урарту близько 844 року до н. е. За часів Сардурі I, резиденція урартських царів вже знаходилася в місті Тушпа, на березі озера Ван. Вибір місця для столиці, мабуть, був пов'язаний із тим, що на місці Тушпа існував стародавній релігійний центр поклоніння урартському богові сонця, Шівіні. Біля західного підніжжя Ванської скелі збереглася фортечна стіна, складена з великих привозних каменів, досягають 6 м в довжину і 1 м у висоту. На цій стіні збереглися написи на ассирійській мові, фортеці, що свідчать про споруду, царем Сарду.
При Сардурі I набіги ассирійців вже не могли досягти столиці Урарту, а лише турбували південні околиці країни. Могутність Ассирії підходила до кінця, наставав розквіт нової сили на Близькому Сході — об'єднаного Урарту.

### Розквіт Урарту
З середини IX століття до н. е. Урарту стає наймогутнішою державою Передньої Азії. В кінці IX століття при царі Ішпуїні, синові Сардурі I, (роки правління бл. 828—810 до н. е.) відбувається подальше посилення центральної влади Тушпи. Розширюються межі Урарту: з півдня до Урарту приєднується територія між озерами Ван і Урмія, а також територія на південь від озера Урмія; на півночі, в Закавказзі, здійснюються успішні військові походи з захоплення родючої долини річки Аракс. Відбувається також «централізація» урартської релігії. Божества окремих племен об'єднуються в єдиний пантеон, на чолі якого стають боги центральної частини країни: Халді, Тейшеба і Шівіні.
Зі вступом на престол сина Ішпуїні — Менуа на території Урарту проводяться масові будівельні роботи. В період правління Менуа (810—786 рр. до н. е.) були споруджені фортеці, що захищають підступи до Вану, палаци і храми в багатьох урартських поселеннях, а також канал до міста Тушпи, що забезпечував його водою, зберігся до наших днів. Період правління Менуа перетинається з періодом правління знаменитої цариці Ассирії Семіраміди. Затишшя у військових діях з Ассирією ознаменувалося культурним впливом Ассирії на Урарту. Хоча багато споруд поблизу озера Ван за життя Менуа, включаючи канал до Тушпи, зв'язувалися з його ім'ям, через деякий час вони стали зв'язуватися з ім'ям Семіраміди, як побудовані в її час. Вірменський середньовічний історик Мойсей Хоренський приводить легенди про особисту участь цариці в спорудженні споруд поблизу Вана за часів Менуа. За часів правління Менуа також інтенсивно велися іригаційні роботи по всій країні, і продовжилася експансія урартів на північ в Закавказзя і на південний захід, де межі Урарту досягли середньої течії Євфрата.
Розширення меж Урарту на захід призвело до того, що торгові шляхи з Ассирії до Малої Азії опинилися під контролем урартів, що ускладнило стратегічне положення Ассирії, яка відвіку імпортувала залізо і коней з Малої Азії. Правитель Ассирії Салманасар IV (Шульману-Ашареду IV, роки правління 783—772 до н. е.) шість з десяти років свого правління витратив на походи проти Урарту. До того часу в Урарту вже правив син Менуа, Аргишті I, який, судячи з письмових джерел, вів напружену боротьбу з Ассирією у її північних межах і, врешті-решт, вийшов з неї переможцем, не дозволивши Салманасару IV повернути Ассирії втрачений вплив в прикордонних зонах.
Окрім цього Аргишті I зробив декілька вдалих походів на південний схід, в район озера Урмії проти маннейців. Аргишті I також здійснив будівництво нових поселень і фортець в Закавказзі, на території сучасної Вірменії, зокрема, він заснував місто Аргиштіхинілі (недалеко від сучасного Армавіра), яке довгий час залишалося великим адміністративним центром Урарту і місто Еребуні поряд з сучасним Єреваном. Фортеця Еребуні використовувалася надалі урартськими військами для походів в глиб району озера Севан і для захисту Араратської долини.
До кінця царювання Аргишті I, бл. 764 р. до н. е., Урарту знаходилося в зеніті своєї могутності. Урарту міцно оволоділо областю навколо озера Урмія, територіями Закавказзя і перекрило торгові шляхи з Малої Азії до Ассирії. Вічний суперник Урарту, Ассирія позбулася, таким чином, стратегічних у військовому відношенні постачань коней і заліза, і знаходилася в цей час в стані економічного і політичного занепаду. Цар Ассирії Салманасар IV, сучасник Аргишті I, називав урартського царя так: «Аргишті Урарт, чия назва страшна, як важка буря, чиї сили обширні». Аргишті I змінив на престолі його син Сардурі II, який продовжив справу батька, зробивши серію неважких військових походів, розширюючи далі межі країни.
Урартська держава середини VIII століття до н. е. являла собою типову державу того часу. Царі Урарту володіли деспотичною абсолютною владою і прагнули силою захопити майно сусідніх племен і країн. Захоплене населення часто поневолювали або насильницьки переселяли на інші території. Чітких меж у той час не існувало, і царі Урарту рік за роком робили руйнівні походи у власні околиці для залякування підлеглих племен. Урарту, проте, ніколи не досягло такого впливу, який свого часу мала Ассирія: влада Урарту над багатьма сусідніми племенами вважалася швидше тимчасовою.

### Занепад Урарту

#### Походи Тіглатталапсара проти Урарту
У 744 році до н. е. на престол сусідньої Ассирії зійшов Тіглатпаласар III, який негайно почав боротьбу за відновлення Ассирією минулого панування в Передній Азії. Тіглатпаласар III провів ряд реформ в армії Ассирії і почав успішні бойові дії на західних кордонах Урарту, направлені на повернення Ассирією контролю над торговими шляхами до Малої Азії. До 735 року до н. е. відбулася вирішальна битва між армією Ассирії і урартською армією на західному березі Євфрата. Ассирійці розбили урартську армію і захопили велике число полонених і різні трофеї. Сардурі II, командувач урартською армією, втік з поля битви в Тушпу. Тіглатпаласар III продовжив військовий похід вглиб Урарту:
| Сардурі Урарта в Турушпі, його головному місті, я замкнув, велике побоїще влаштував перед міськими мурами, зображення моєї величності встановив я напроти міста. 60 мір шляху по обширній країні Урарту від до низу верху звитяжно я пройшов і не зустрів суперника. Країни Уллуба і Хабху, розташовані у підніжжя гори Нал, я завоював цілком і включив в межі Ассирії |

#### Тимчасове перемир'я з Ассирією
Обставини загибелі Сардурі II залишаються невиясненими. Після розгрому урартської армії держава частково розпалася, і багато завойованих раніше племен підняли повстання проти центральної влади. Син Сардурі II, Руса I, який вступив в 735 році до н. е. на престол відразу після поразки від ассирійців, застав свою державу в жалюгідному стані. Проте йому вдалося рішучими діями зберегти державність Урарту і довгий час не допускати подальших втрат урартських земель. «З моїми двома кіньми і моїм візничим, моїми руками завоював я царство Урарту» — вигравіював на стелі Руса I. Руса I придушив більшість заколотів в різних регіонах країни і довгий час мудро уникав конфронтації з Ассирією. Під час царювання в Ассирії Салманасара V між Урарту і Ассирією встановилося перемир'я.

#### Походи Саргона ІІ проти Урарту
У 722 році до н. е. до влади в Ассирії прийшов рішучіший і войовничо настроєний Саргон II, молодший син Тіглатпаласара III. Саргон II скинув з престолу свого старшого брата Салманасара V і був настроєний повернути Ассирії минулу могутність. У 722—719 до н. е. роках Саргон II був зайнятий військовими діями на заході — в Сирії і Палестині, а з 718 року до н. е. переніс військові дії на північ. Дії Саргона II завжди були ретельно підготовлені, у його резиденції, Дур-Шаррукіне, збереглися клинописні таблички з розвідувальними донесеннями з Урарту.
Розвідувальним даним надавали таке значення, що відповідальним за донесення з Урарту був призначений син Саргона II, Синахеріб, який надалі став царем Ассирії. З 718 по 715 роки до н. е. Саргон II і Руса I не наважувалися вступити в прямі битви. Їх боротьба розвернулася на території країни Манна, що лежала на схід від озера Урмія. Кілька разів за цей період Саргон II захоплював країну маннійців і садив на престол бажаного йому правителя, а Руса I у відповідь організовував повстання маннійців на користь царя, лояльного до Урарту. Нарешті в 714 році до н. е. Саргон II виступив з ретельно підготовленим походом проти Урарту, відразу після отримання донесення про невдалий військовий похід Русяві I проти кімерійців.
Похід почався з Манни, яку легко завоювали війська Ассирії. Саргон II рушив далі на схід, переслідуючи війська лояльні Урарту, але отримав повідомлення про те, що Руса I назбирав великі сили в гірській ущелині на схід від озера Урмія, звідки готується напасти на армію Ассирії з тилу. Саргон II різко змінив свої плани і рушив до військ Русяві I. Йому вдалося раптово напасти на урартський табір вночі, і війська Урарту зазнали жорстокої поразки. Сам Руса I вимушений був рятуватися втечею. Саргон II дістав можливість продовжити рух на північ, розгромив місто Улху, підійшов до північно-східного берега озера Ван. Спираючись на дані розвідки, Саргон II не зважився рушити на Тушпу, а обійшов озеро з півночі, захопивши міста Аргішті, а потім Уаїаїс. Прямуючи назад в Дур-Шаррукин, Саргон II раптово змінив свій маршрут і зробив важкий перехід через лісисті гори і несподівано для урартських сил з'явився в Мусасірі, релігійному центрі Урарту. Саргон II зруйнував і розграбував місто, а також знищив головний храм бога Халді. Було висловлено припущення, що у цей момент в Мусасірі знаходилася урартська державна казна, перевезена з Тушпи урартським царем, що побоювався нападу армії Ассирії на свою столицю. Руса I, дізнавшись про події в Мусасірі, покінчив життя самогубством. Цінності, захоплені Саргоном II в Мусасірі, прикрасили його палац в Дур-Шаррукіні.

#### Падіння Урарту
Поразки Урарту від ассирійців наприкінці VIII століття до н. е. поклали початок руйнуванню урартської держави. Наслідки цих поразок могли бути ще згубнішими, проте Ассирія не змогла довго вести успішні бойові дії. В кінці VIII століття до н. е. Саргон II загинув в результаті палацової змови, і незабаром після цього Ассирія занурилася в кризу, пов'язану з протистоянням з Вавилонією і Мідією, яке, врешті-решт, через 100 років, в 609 році до н. е. привів до загибелі держави Ассирії. Можливо, вирішальним чинником різкого ослаблення Урарту було ослаблення центральної релігійної влади і культу бога Халді, пов'язане з руйнуванням Мусасіра. За ці роки в Урарту змінилися декілька правителів:
- Аргишті II син Русяві I (правив в період 714 — бл. 685 рр. до н. е.)
- Руса II син Аргишті II (правив в період бл. 685 — бл. 639 рр. до н. е.)
- Сардурі III (правив в період бл. 639 — бл. 625 рр. до н. е.)
- Сардурі IV (правив в період бл. 625 — бл. 620 рр. до н. е.)
- Ерімена, що правив в період бл. 620 — бл. 605 рр. до н. е. і що застав загибель Ассирії, а також
- Руса III (правив в період бл. 605 — бл. 595 рр. до н. е.) і
- Руса IV (правив в період бл. 595 — бл. 585 рр. до н. е.) — останній цар Урарту.

З цих правителів тільки Руса II робив спроби відновити минулу славу Урарту, які мали лише частковий успіх. Урарту вже до кінця свого існування не відновило спроб узяти під контроль стратегічні торгові шляхи між Месопотамією і Малою Азією, зосередивши нове будівництво в Закавказзі, де був укладений важливий союз з кімерійцями. Контроль над центром країни був поступово втрачений. Див. також Список правителів Урарту.
Про останній період існування Урарту з 605 року по 585 рік до н. е. збереглися дуже мало відомостей. Мабуть, держава переживала занепад, тому з'являлося мало письмових документів. Столиця Урарту в цей період перемістилася в місто Тейшебаїні в Закавказзі, і ключовою обставиною, що погубила Урарту, було руйнування цієї фортеці, проте питання про те, яка саме сила зруйнувала останню твердиню Урарту, залишається предметом дискусії. Є версії, що це зробили скіфи і кімерійці, мідійці або вавилоняни.

## Устрій
Урарту являла собою східну деспотію. Цар (лугаль, титул запозичений з шумерськоъ мови) був повним необмеженим монархом, мав повну політичну, військову, судову та релігійну владу (як верховний жрець). Мав основні титули — «цар Біайнілі та правитель Тушпи». В часи посилення царі приймали титули «цар великий, цар сильний (могутній), цар множин, цар Наїрі», «цар Всесвіту», «цар чотирьох кутів світу», «цар царів». Символами влади були царська пов'язка (кубшу) та скіпетр. Члени правлячої родини обіймали високі політичні посади. Цар спирався на радників, які фактично виконували роль адміністраторів, контролюючи різні сфери життя, включаючи будівництво, храми та господарство.
Урарту була поділена на провінції, якими керували з фортець намісники (luEN.NAM). Вони поєднували цивільні, судові та військові функції. Окрім територій, що перебувавали під прямим управлінням царів, існували залежні держави, які платили данину. Центрами фортець були царські чи провінційні палаци (É.GAL).
Однорідність фортець, на думку одних дослідників, свідчать на користь сильної царської централізації.Інші вважають, що міцна царська влада поширювалася на центральну частину, а васальні держави чи племена контролювалися слабенько.

## Культура Урарту

### Мистецтво
Розквіт урартського мистецтва припадає на роки розквіту самої держави Урарту. Більшість знахідок власне урартського мистецтва пов'язані з періодами правління Менуа, Аргишті I і Сардурі II. Культурна близькість Ассирії і Урарту вносить певні труднощі до вивчення урартського мистецтва: багато предметів потрапили в музеї світу не в результаті археологічних розкопок, а після перепродажів розграбованого з поховань, тому у багатьох випадках серед учених досі ведуться дискусії, до якої саме держави слід віднести той або інший предмет.
Серед яскравих прикладів урартського мистецтва уламки бронзового царського трону, частина з яких потрапили в Британський музей, а частина — в Ермітаж, а також різні бронзові статуетки, прикраси, предмети зброї і елітної кінської збруї.
Багато архітектурних споруд Урарту зберегли сліди яскравого кольорового розпису, який був широко поширений.

### Мова
Урартська мова, відома з клинописних написів, що дійшли до нас, мабуть, була поширена по всій території Урарту. Більшість фахівців дотримуються думки, що урартська мова тісно пов'язана з хурритською мовою. Хоча до нас дійшли декілька нерозшифрованих написів з використанням урартських ідеограм, в основному, урарти користувалися істотно спрощеною формою клинопису Ассирії. Наприклад, при запозиченні багато багатозначних ідеограм Ассирії використовувалися урартами лише в одному значенні, були втрачені різні смислові відтінки знаків Ассирії. З іншого боку, клинопис Ассирії, мабуть, не повністю передавав фонетичний лад урартської мови, наприклад урартський звук «о» був відсутній в ассиро-вавилонській мові і відображався в клинописних текстах знаком «у».

### Релігія
Релігія Урарту тісно пов'язана з релігіями Месопотамії: урарти мали численний пантеон божеств, багато хто з яких явно запозичений з релігій держав Месопотамії (Шумеру, Аккада і Ассирії). В Урарту була поширена практика жертвопринесень, в яких, головним чином, брали участь бики і вівці. Є також сліди людських жертвопринесень з полонених інших народів. Різні обряди поклоніння божествам, а також процедури жертвопринесень зазвичай відбувалися в приміщеннях, видовбаних в скелях, що нагадують верхівок побудованих в Месопотамії зіккуратів, які використовувалися аналогічним чином. У одному з таких видовбаних приміщень виявлена табличка з переліком 79 урартських божеств і кількістю тварин, яких необхідно було приносити в жертву кожному з них.
Серед урартських божеств явно виділялися три головних: Халді (головне божество Урарту), Тейшеба і Шівіні. Місто Мусасір, розташоване на південному сході від озера Ван, мабуть, було релігійним центром Урарту. У цьому місті, знаходився головний храм бога Халді, причому бог Халді почитався в деяких сусідніх північних містах Ассирії.
Руйнування Саргоном II головного храму бога Халді в Мусасірі, ймовірно, завдало релігії Урарту серйозного удару, після якого культ бога Халді почав поступово затухати.

### Архітектура
Більшість урартських споруд, що збереглися, — захисні споруди. Урартські фортеці зазвичай розташовувалися в важкодоступних місцях: на вершинах скель, горбів або в місцях, захищених водними перешкодами. Основи фортечних стін робилися до трьох метрів завтовшки і часто мали циклопічну кам'яну кладку з каменями, що досягали розмірів 6×0,8×0,8 метрів. Верхні частини фортечних стін, як правило, споруджувалися з сирцевої цеглини, в яких для міцності додавалася солома. Деякі фортеці споруджувалися невеликими і служили виключно для військових цілей, деякі включали значні поселення і укріплену цитадель. Наприклад, місто-фортеця Тейшебаїні займало площу в 4 гектари і включало близько 150 приміщень. Додатковий фундамент під основи стін не закладався, лише розчищався будівельний майданчик. Велика увага приділялася подачі у фортецю прісної води.
Урартські поселення були ретельно і централізовано сплановані. Фортечні стіни, а також стіни інших споруд будувалися по вивірених прямих лініях. Оборонні стіни зазвичай мали контрфорси. Багато внутрішніх споруд, житлових і господарських, в цілях економії матеріалів мали загальні стіни.
Захисні споруди Урарту часто за своїм стилем близькі до аналогічних споруд Ассирії, а господарські і житлові споруди, з іншого боку, стилістично пов'язані із закавказькою будівельною технікою I тисячоліття до н. е. Деякі культові споруди, зокрема храми бога Халді, мають унікальні архітектурні форми. Деякі храми Урарту явно демонструють зв'язок з архітектурними пам'ятниками Малої Азії (особливо фригійськими і пафлагонськими), що були прототипами класичних старогрецьких храмів. Особливо яскраві зв'язки такого роду демонструє урартський храм в Мусасірі. Кладка більшості урартських споруд забарвлювалася фарбою в різні кольори, на зразок пізньосирійською і вавилонською архітектурним традиціям.

## Економіка Урарту
Економічний устрій Урарту був схожий з устроєм інших держав Стародавнього Світу, особливо Ассирії. Держава сильно залежала від землеробства, яке вимагало централізованих зусиль для зрошування. Цими роботами управляли царі і храми, в їх здійсненні брали участь як вільні жителі, так і полонені раби. Царські намісники, впливові люди і, можливо, вільні жителі мали власні земельні наділи. Окремі території усередині держави платили податі центральній владі зерном, кіньми, биками і ін. Урарту в мирний час, ймовірно, вело активну торгівлю з Ассирією, поставляючи туди худобу, коней, залізо і вино. Різноманітні природні умови Вірменського нагір'я сприяли успішному розвитку різноманітних форм господарства в Урарту.

### Сільське господарство

#### Рільництво і садівництво
Згідно з археологічними даними рільництво на території Урарту почало розвиватися з часів неоліту, ще в III тисячолітті до н. е. В урартський час рільництво було добре розвиненим і тісно пов'язаним з Ассирією за підбором культур і способам їх обробки. З клинописних джерел відомо, що в Урарту вирощували пшеницю, ячмінь, кунжут, полбу і просо, а також обробляли сади і виноградники. Багато регіонів Вірменського нагір'я вимагали штучного зрошування, яке успішно організовувалося правителями Урарту в період розквіту держави. У декількох регіонах збереглися залишки стародавніх зрошувальних каналів, споруджених урартами, головним чином за часів Аргишті I і Менуа, деякі з них досі використовуються для зрошування піль.
Злакові культури, найчастіше просо, масово використовувалися для випічки хліба, а також для приготування пива. Кунжут використовувався для виготовлення рослинної олії. Дуже широко було поширено виноробство. Природні умови Месопотамії погано підходили для культивування винограду, і Урарту, ймовірно, постачало вино до Ассирії.
Техніка рільництва була високою, ймовірно запозиченою у ассирійців. Більшість знарядь для обробки землі виготовлялися із заліза, використовувалися важкі плуги для пари (рідше для четвірки) биків. На зрошувальних каналах, ймовірно, працювали водяні млини.
Зерносховища, майстерні для виробництва олії, а також винні льохи знаходилися при храмах, які приймали основну частину сільськогосподарської продукції як податі. Храми організовували потім її переробку і «бажаний богам» перерозподіл.

#### Тваринництво
Згідно з археологічними даними люди практикували скотарство на Вірменському нагір'ї ще в неолітичну епоху, в III тисячолітті до н. е. Луги Вірменського нагір'я сприятливіші для скотарства, ніж рівнини Межиріччя, тому урартська худоба систематично постачалася до Ассирії, як правило, у вигляді данини або військових трофеїв, захоплених ассирійцями. Урарти, у свою чергу, робили походи в Закавказзя з метою захоплення худоби. Форма скотарства, прийнята в Урарту, — напівкочова (яйлажна), що типово для гірських районів. У урартських клинописних документах згадуються бики, корови, вівці, при археологічних розкопках були також виявлені залишки домашніх свиней і верблюдів. Археологічні знахідки включають маслоробки, спеціальні посудини для сироваріння, а також сліди пошиття одягу з шкур. З джерел також відомо, що різна худоба регулярно використовувалася в Урарту як жертвопринесення численним божествам.
Стратегічне значення для Урарту мало конярство. З одного боку, природні умови Урарту сприятливі для конярства, кінь був найпоширенішою домашньою твариною в Урарту. З іншого боку, коні були найважливішим військовим ресурсом, а вічний суперник Урарту — Ассирія мала лише обмежені можливості для розведення коней і купувала або відбирала силою коней з Урарту або Малої Азії. Почасти тому, коли Урарту в кінці IX століття до н. е. вдалося перекрити торгові шляхи між Ассирією і Малою Азією, Ассирія почала поступатися Урарту у військовій могутності.

#### Ремесла
Вірменське нагір'я вважається найдавнішим центром металургії. Перші сліди обробки металів датуються тут VIII—VII тисячоліттями до н. е., тобто докерамічним часом. (Наприклад, археологічні розкопки поселення Чайону-Тепезі у верхів'ях Тігра виявили сліди мідних виробів.) На території Урарту знаходилося декілька рудних родовищ міді, заліза, олова, свинцю, які дозволяли проводити велике число металевих виробів. Поширена думка, що виплавка заліза взагалі вперше виникла на території Вірменського нагір'я. В Урарту проводилося виготовлення безлічі металевих виробів, зокрема виробів із заліза, які використовувалися в сільському господарстві і для озброєння армії. Урартські залізні вироби поставлялися в Месопотамію (зокрема до Ассирії), в Мідію, на територію Ірану і на захід Передньої Азії.
В Урарту існувала традиція обробки каменю. Грубі кам'яні роботи систематично використовувалися при будівництві фортець, а також при видовбуванні печер у Ванській скелі. При розкопках також були виявлені предмети з тонким кам'яним гравіюванням, включаючи різні прикраси. Урартські керамічні вироби виготовлялися по всій території країни, велике число посудин вироблялося для потреб виноробства. Багато великих глиняних горщиків і казанів мали витончені прикраси і орнаменти.
Також в Урарту, ймовірно, була високо розвинена техніка обробки дерева, ткацтво і інші ремесла, проте лише дуже небагато таких виробів збереглося для археологів.

## Армія Урарту
Судячи із зображень урартських воїнів на барельєфах IX століття до н. е., урартська армія спочатку будувалася за хеттським зразком, окрім цього воїни носили шкіряні або дерев'яні шоломи і зброю. Руйнівні грабіжницькі походи Салманасара III сприяли реформам в урартській армії, які, ймовірно, відбулися під час правління Арами і Сардурі I. Після цього урартська армія будувалася за зразком ассирійської. З VIII століття до н. е. в Урарту піхота, як правило, була озброєна залізними мечами, бойовим луком, багато воїнів носили бронзові шоломи і кольчуги. На допомогу піхоті вирушали бойові колісниці, які по своїй формі були дуже схожі на пізноассирійські. Цар Урарту одночасно був верховним головнокомандуючим. Для підтримки бойового духу в Урарту проводилися змагання і турніри між найкращими воїнами, в яких іноді особисто брали участь і царі Урарту.
Військові дії носили регулярний характер, військові походи проводилися практично щорічно. Іноді походи носили завойовницький характер і розширювали володіння Урарту, іноді страхітливо-грабіжницький по відношенню до власних околиць для зміцнення центральної влади. Урарти, на відміну від ассирійців, не приймали чужоземців в свою армію.

## Значення Урарту
Завоювання урартами в період свого розквіту декількох областей Закавказзя привело до розповсюдження в Закавказзі культури Урарту, близької до культури Ассирії. Етнічні вірмени, які ймовірно входили в певний період до складу Урарту, зберегли найбільше число культурних рис Урарту, включаючи елементи державності, стилю одягу і інших особливостей побуту. Часткове продовження вірменами культурної традиції Урарту отримало віддзеркалення у деяких античних і середньовічних істориків, які сполучали урартську царську династію з вірменською, що у свою чергу породило припущення про повну ідентифікацію Урарту і Вірменії. Більш того, ряд сучасних учених Вірменії, прагнучи довести автохтонність вірмен і лише вірмен на Вірменському нагір'ї в Східній Туреччині, продовжує розробляти таку теорію. Детальніше див. Ревізіоністські концепції історії Урарту. Такі припущення знехтувані сучасною наукою через цілий ряд базових лінгвістичних і історичних невідповідностей як в рамках вірменської історіографії, так і в рамках російської (радянської) і західної історіографії та лінгвістики. Словами академіка Піотровського не «можна шукати на стародавньому Сході прямих предків сучасних народів. Від могутніх держав Передньої Азії залишилася велика культурна спадщина і незначна етнічна». Культура Урарту, з іншого боку, зробила великий позитивний вплив на розвиток народів Закавказзя, зокрема, можливо, сприяла зародженню декількох вогнищ писемності народів Закавказзя.